# Kopciuszek (film 1950)
Kopciuszek (ang. Cinderella) – amerykański film animowany produkcji Walta Disneya z 1950 na podst. baśni o tym samym tytule w opracowaniu Charles’a Perraulta.
Został bardzo dobrze przyjęty przez publiczność i krytyków, a serwis Rotten Tomatoes przyznał mu wynik 97%.
Film doczekał się dwóch kontynuacji: Kopciuszek II: Spełnione marzenia (2002) i Kopciuszek III: Co by było, gdyby... (2007). W 2015 premierę miał film aktorski Kopciuszek, w którym tytułową rolę zagrała Lily James.
Film w pierwszej wersji dubbingu wyświetlany w kinach w 1961 roku i wydany na VHS i DVD (w wydaniu specjalnym). CD Projekt wydał film na Blu-Ray z drugą wersją dubbingu (wykonaną w 2012 roku). Film w tej wersji wyemitowany na kanałach: Telewizja Polsat, Puls 2, i HBO Polska.

## Fabuła
W późnym XIX wieku w pewnym królestwie żyje Cinderella zwana Kopciuszkiem, małoletnia córka bogatego wdowca, który po śmierci żony żeni się z owdowiałą hrabiną Tremaine mającą własne córki w wieku Cinderelli, Anastazję i Gryzeldę. Gdy bogacz umiera, jego córka jest chowana na bycie służącą, która spełnia wszelkie zachcianki macochy i przyrodnich sióstr, a także dba o ich leniwego kota, Lucyfera. Dorosłej Cinderelli nie podoba się ta sytuacja, ale pomimo tego wierzy w spełnienie marzeń o lepszym losie. Szybko zaskarbia sobie sympatię domowych zwierząt, w tym myszy Jacka i Kajtka, psa Bingo i konia Majora.
Tymczasem król złości się na syna, że ten jeszcze się nie ożenił. Wraz ze starym księciem organizuje bal, na który zaproszone zostają wszystkie panny z królestwa, spośród których królewicz ma wybrać przyszłą żonę. Cinderella chce pójść na bal, by oderwać się od szarej rzeczywistości, na co macocha zaskakująco daje jej zgodę, pod warunkiem wykonania obowiązków domowych i znalezienia odpowiedniej sukni. Dziewczyna znajduje na strychu starą suknię swojej matki, ale przez nadmiar obowiązków domowych, celowo dodanych przez macochę i przyrodnie siostry, nie ma czasu jej przerobić, w czym wyręczają ją zaprzyjaźnione myszki i ptaki. Dzięki temu Cinderella jest gotowa na wyjście, co nie podoba Anastazji i Gryzeldzie. Hrabina Tremaine, chcąc dopiąć swego, a jednocześnie dotrzymać danej obietnicy przed wyjściem na bal, manipuluje swymi córkami, by te porwały suknię Cinderelli na strzępy. Zrozpaczona dziewczyna wybiega do ogródka, gdzie spotyka Dobrą Wróżkę, będącą jej matką chrzestną, która przy pomocy magii zamienia dynię w karetę, myszki w konie, Majora w stangreta, Bingo w lokaja, a podartą sukienkę Cinderelli w cudną balową suknię, wyposażoną w szklane pantofelki. Przed odjazdem na bal przestrzega Cinderellę, że czary tracą moc po wybiciu północy.
Po dotarciu na bal królewicz zakochuje się w Cinderelli. Para spędza cały wieczór razem, aż do czasu, gdy wybija północ. Cinderella nieświadoma, że jej partner to królewicz, ucieka z zamku, gubiąc na schodach jeden ze szklanych pantofelków. Stary książę znajduje but, po czym – na zlecenie króla – przeczesuje królestwo w poszukiwaniu nieznajomej. Gdy do Cinderelli docierają wieści o królewskim dekrecie, rozanielona zaczyna nucić melodię z balu. Hrabina Tremaine wówczas uświadamia sobie, że to Cinderella była nieznajomą z balu, dlatego zamyka ją na klucz w sypialni. Cinderella robi wszystko, by się uwolnić i gdy zdaje sprawę, że sama nie da rady, prosi o pomoc zaprzyjaźnione zwierzęta. W czasie, gdy pantofelek bezskutecznie przymierzają Gryzelda i Anastazja, Jacek i Kajtek wykradają klucz z kieszeni macochy i uwalniają Cinderellę po tym, jak Lucyfer zostaje przepędzony przez Bingo i wypada z okna. Hrabina Tremaine próbuje powstrzymać księcia przed przymiarką Cinderelli i gdy to się nie udaje, podstawia nogę gońcowi, który tłucze pantofelek. Książę jest w rozpaczy, ale Cinderella pociesza go, wyjmując drugi szklany pantofelek. Dziewczyna przymierza pantofelek, a następnie bierze ślub z królewiczem.

## Produkcja
Walt Disney zdecydował się na ekranizację baśni w opracowaniu Charles’a Perraulta. Przed rozpoczęciem prac nad filmem wytwórnia była zadłużona na ponad 4 mln dolarów. By oszczędzić na produkcji, studio najpierw nakręciło roboczy film z udziałem aktorów-modeli, by na jego podstawie animatorzy narysowali poszczególne sceny. Podczas nagrań Kopciuszka i księcia zagrali Helene Stanley i Jeffrey Stone. Do stworzenia postaci Lucyfera zainspirował Walta Disneya kot jednego z animatorów, Warda Kimballa.
W 1948 na prośbę znajomych Ilene Woods nagrała partie wokalne do piosenek „A Dream Is a Wish Your Heart Makes”, „Bibbidi-Bobbidi-Boo” i „So This Is Love”, a następnie przyjęła ofertę Walta Disneya do użyczenia głosu tytułowej bohaterce filmu. Podczas rozmów z Disneyem nie wiedziała, że bierze udział w przesłuchaniach do roli Kopciuszka. W trakcie powstawania ścieżki dźwiękowej Disney zdecydował się na pionierskie zastosowanie efektu śpiewania harmonicznego, dlatego zlecił Woods nagranie kilku ścieżek wokalnych do „Sing, Sweet Nightingale”, które następnie nałożono na siebie. Głosu pozostałym postaciom użyczyli m.in. William Philips (jako książę), Eleanor Audley (macocha), Verna Felton (Dobra Wróżka) czy Jimmy MacDonald (Jacek i Kajtek).
Scena, w której Dobra Wróżka przemienia Kopciuszka w piękną księżniczkę, należała do jednej z ulubionych scen Disneya w całym jego dorobku artystycznym.
Przed premierą z filmu usunięto kilka scen, m.in. pościg księcia za jeleniem, przyjazd Kopciuszka i starego księcia do pałacu, gdzie królewicz widzi przyszłą żonę w łachmanach oraz scenę, w której Kopciuszek podsłuchuje macochę i przyrodnie siostry plotkujące o nieznajomej dziewczynie z balu. Z filmu została wycięta też piosenka „Cinderella Work Song”, którą główna bohaterka śpiewa podczas wypełniania kolejne obowiązki nałożone przez macochę i siostry przed balem.
Prace nad animacją kosztowały wytwórnię 3 mln dol.. Film był sześciokrotnie wznawiany na potrzeby kin: w 1957, 1965, 1973, 1981, 1987 i 2013. Do 2015 zapewnił twórcom 85 mln dol. przychodu ze sprzedaży.

## Obsada
| Postać           | Model           | Głos             | Śpiew           |
| ---------------- | --------------- | ---------------- | --------------- |
| Kopciuszek       | Helene Stanley  | Ilene Woods      | Ilene Woods     |
| hrabina Tremaine | Eleanor Audley  | Eleanor Audley   | Eleanor Audley  |
| Jacek            | –               | James MacDonald  | James MacDonald |
| Kajtek           | –               | James MacDonald  | James MacDonald |
| Anastazja        | Helene Stanley  | Lucille Bliss    | Lucille Bliss   |
| Gryzelda         | Rhoda Williams  | Rhoda Williams   | Rhoda Williams  |
| król             | Luis Van Rooten | Luis Van Rooten  | –               |
| stary książę     | Luis Van Rooten | Luis Van Rooten  | –               |
| Lucyfer          | –               | June Foray       | –               |
| Bingo            | –               | Pinto Colvig     | –               |
| Dobra Wróżka     | Claire Du Brey  | Verna Felton     | Verna Felton    |
| królewicz        | Jeffrey Stone   | William Phipps   | Mike Douglas    |
| odźwierny        | Don Barclay     | Don Barclay      | –               |
| Narratorka       | –               | Betty Lou Gerson | –               |

## Wersja polska
Polska wersja językowa filmu miała premierę w 1961 z poprzedzającym dodatkiem w postaci „Naszej Kroniki” PKF nr 7/60. Za kinową dystrybucję filmu odpowiadała Centrala Wynajmu Filmów, a w 1991 – ITI Cinema.

### Pierwsza wersja dubbingu (1961)
Wersja polska: Studio Opracowań Dialogowych w Warszawie

Reżyseria: Seweryn Nowicki

Operator dźwięku: Mariusz Kuczyński

Asystent operatora dźwięku: Jerzy Januszewski

Udział wzięli:
- Maria Ciesielska –
  - Cinderella (dialogi),
  - Narratorka
- Irena Santor – Cinderella (śpiew)
- Zofia Grabowska –
  - hrabina Tremaine
  - Dobra Wróżka
- Alina Janowska – Gryzelda
- Alicja Barska – Anastazja
- Czesław Byszewski –
  - Jacek,
  - odźwierny
- Stanisław Łapiński – Kajtek
- Janina Traczykówna – Suzy
- Bronisław Dardziński – król
- Kazimierz Brusikiewicz – stary książę

i inni
Piosenki śpiewali:
- „Cinderello”: Irena Santor
- „Ja znam takie sny cudowne”: Irena Santor
- „Słowiczy trel”: Irena Santor, Alina Janowska, Zofia Grabowska

### Druga wersja dubbingu (2012)
Wersja polska: SDI Media Polska

Reżyseria: Joanna Węgrzynowska-Cybińska

Dialogi: Joanna Serafińska

Kierownictwo muzyczne: Agnieszka Tomicka

Teksty piosenek: Michał Wojnarowski

Realizator dźwięku: Maria Kantorowicz-Bantin

Opieka artystyczna: Aleksandra Sadowska

Kierownictwo produkcji:
- Beata Jankowska,
- Marcin Kopiec

Produkcja polskiej wersji językowej: Disney Characters Voices International, Inc.

Udział wzięli:
- Angelika Kurowska – Kopciuszek (dialogi)
- Weronika Bochat – Kopciuszek (śpiew)
- Marcin Mroziński – Książę
- Elżbieta Kijowska – Hrabina Tremaine
- Jan Kulczycki – Król
- Tomasz Steciuk – Arcyksiążę
- Monika Pikuła – Anastazja
- Anna Sroka – Drizella (Gryzelda)
- Mirosława Krajewska-Marczewska – Dobra Wróżka
- Jarosław Boberek – Kajtek
- Jacek Bończyk – Jacek
- Bożena Furczyk – gwary
- Dorota Landowska – Narratorka
- Barbara Pigoń – gwary
- Joanna Węgrzynowska-Cybińska – Suzy
- Anna Wodzyńska – gwary
- Beata Wyrąbkiewicz – Mysz
- Bartosz Martyna – gwary
- Grzegorz Pierczyński – gwary

Piosenki śpiewali:
- „Kopciuszek”: Edyta Krzemień oraz chór: Anna Sochacka, Izabela Ziółek, Anna Frankowska, Agnieszka Tomicka, Marcin Mroziński, Jakub Szydłowski, Łukasz Talik, Daniel Wojsa
- „Ze snem budzą się marzenia”: Weronika Bochat
- „Słowiczy trel”: Weronika Bochat, Anna Sroka, Monika Pikuła
- „Do roboty”: Katarzyna Owczarz, Agnieszka Tomicka, Beata Wyrąbkiewicz, Jacek Bończyk, Jarosław Boberek, Joanna Węgrzynowska-Cybińska
- „Suknia”: Katarzyna Owczarz, Agnieszka Tomicka, Beata Wyrąbkiewicz, Jacek Bończyk, Jarosław Boberek, Joanna Węgrzynowska-Cybińska
- „Ze snem budzą się marzenia (repryza)”: Weronika Bochat oraz chór: Anna Sochacka, Izabela Ziółek, Anna Frankowska, Agnieszka Tomicka, Marcin Mroziński, Jakub Szydłowski, Łukasz Talik, Daniel Wojsa
- „Bibidi Bobidi Bu”: Mirosława Krajewska oraz chór: Marcin Mroziński, Jakub Szydłowski, Łukasz Talik, Daniel Wojsa
- „To miłość jest”: Weronika Bochat, Marcin Mroziński
- „Ze snem budzą się marzenia (finał)”: Edyta Krzemień oraz chór: Anna Sochacka, Izabela Ziółek, Anna Frankowska, Agnieszka Tomicka, Marcin Mroziński, Jakub Szydłowski, Łukasz Talik, Daniel Wojsa

## Wpływ na popkulturę
Postacie z filmu pojawiły się w wielu innych produkcjach tworzonych lub współtworzonych przez firmy Walta Disneya, m.in. w filmach animowanych Magiczna gwiazdka Mikiego: Zasypani w Café Myszka (2001) i Jej Wysokość Zosia (2012), grach komputerowych z serii Kingdom Hearts: Kingdom Hearts (2002) i Kingdom Hearts: Birth by Sleep (2010), grze komputerowej Disney Magical World (2013) oraz grze mobilnej Disney Magic Kingdoms z 2016.
Postacie z Kopciuszka pojawiły się także w amerykańskich serialach Dawno, dawno temu (2011–2012, 2016–2018) i Once Upon a Time in Wonderland (2013).

## Nagrody
| Rok  | Nagroda                                                              | Tytułem                                                                    | Kategoria                                                            | Rezultat  | Źródło |
| ---- | -------------------------------------------------------------------- | -------------------------------------------------------------------------- | -------------------------------------------------------------------- | --------- | ------ |
| 1950 | Nagroda specjalna 11. Międzynarodowego Festiwalu Filmowego w Wenecji | Nagroda specjalna 11. Międzynarodowego Festiwalu Filmowego w Wenecji       | Nagroda specjalna 11. Międzynarodowego Festiwalu Filmowego w Wenecji | Wygrana   |        |
| 1950 | Złote Lwy                                                            | Kopciuszek (reżyseria: Clyde Geronimi, Hamilton Luske, Wilfred Jackson)    | Konkurs główny 11. MFF w Wenecji                                     | Nominacja |        |
| 1951 | Złoty Niedźwiedź                                                     | Film muzyczny                                                              | Konkurs główny 1. Międzynarodowego Festiwalu Filmowego w Berlinie    | Wygrana   | [ 16 ] |
| 1951 | Duży brązowy talerz                                                  | Nagroda publiczności 1. MFF w Berlinie                                     | Nagroda publiczności 1. MFF w Berlinie                               | Wygrana   | [ 16 ] |
| 1951 | Oscar                                                                | „Bibbidi-Bobbidi-Boo” (autorzy: Mack David, Al Hoffman i Jerry Livingston) | Najlepsza piosenka oryginalna                                        | Nominacja |        |
| 1951 | Oscar                                                                | Oliver Wallace i Paul J. Smith                                             | Najlepszą muzyka filmowa                                             | Nominacja |        |
| 1951 | Oscar                                                                | Walt Disney Studio Sound Department (reżyser dźwięku: C.O. Slyfield)       | Najlepszy dźwięk                                                     | Nominacja |        |

## Kontynuacje
- Kopciuszek II: Spełnione marzenia (2002)
- Kopciuszek III: Co by było, gdyby... (2007)